# Enrico Albertosi
Enrico Albertosi, detto Ricky (Pontremoli, 2 novembre 1939), è un ex calciatore italiano, di ruolo portiere. Con la nazionale italiana è stato campione d'Europa nel 1968 e vicecampione del mondo nel 1970.
Considerato uno dei migliori portieri italiani di sempre, è stato inserito nella Hall of fame del Cagliari, con cui ha conquistato uno storico scudetto nella stagione 1969-1970. L'IFFHS lo ha annoverato tra i più forti portieri europei del XX secolo, collocandolo in 32ª posizione.

## Caratteristiche tecniche
Albertosi era un portiere dal carattere acceso ed estroverso, che poteva contare su notevoli doti fisiche e tecniche, grazie alle quali riusciva a compiere interventi efficaci e stilisticamente impeccabili.

## Carriera

### Giocatore

#### Club

##### Gli inizi a Pontremoli e La Spezia, il decennio a Firenze

Albertosi in tuffo durante il decennio trascorso a Firenze

Iniziò a giocare nella squadra del suo paese, a Pontremoli. Il padre, calciatore della Pontremolese, lo mise in porta ancora bambino, nel campo sportivo di Verdeno, tra il primo e il secondo tempo.
Esordì in prima squadra a 15 anni per sostituire il portiere titolare Gregoratto, imbarcatosi perché marinaio. Poi fu chiamato dallo Spezia; il padre avrebbe preferito che Enrico restasse a Pontremoli per terminare gli studi, ma la madre lo convinse che era un'opportunità da non perdere, e così, a La Spezia, Albertosi crebbe calcisticamente tra i dilettanti. Vi rimase fino al 1958, dopo aver debuttato in prima squadra in casa, allo stadio Alberto Picco, contro una grande società del passato: la Novese.
Nel 1958 fu acquistato dalla Fiorentina. Esordì in Serie A nel campionato 1958-1959, il 18 gennaio in Roma-Fiorentina 0-0, anche se i primi cinque campionati in viola li trascorse come riserva di Giuliano Sarti, giocando in totale solo 30 partite. Con il trasferimento di Sarti all'Inter divenne titolare, e tale rimase per altre cinque stagioni, fino al 1968.
Con la Fiorentina vinse due Coppe Italia (1960-1961 e 1965-1966), nonché la prima edizione della Coppa delle Coppe (1960-1961, cui la Fiorentina aveva partecipato quale finalista dell'edizione di Coppa Italia 1959-1960, causa rinuncia della Juventus). Nel 1966 vinse la Coppa Mitropa e perse la finale di questo torneo nel 1965; con i gigliati ha perso pure le finali della Coppa delle Coppe 1961-1962 e della Coppa Italia 1958.

##### Gli scudetti a Cagliari e Milano
Il trasferimento al Cagliari avvenne proprio alla vigilia della stagione che avrebbe visto la Fiorentina vincere lo scudetto (1968-1969); Albertosi tuttavia divenne campione d'Italia con la squadra sarda nel 1970, stabilendo nell'occasione il record del minor numero di reti subìte in un campionato a 16 squadre (11 gol). Rimase poi al Cagliari altre quattro stagioni, prima di venir ceduto al Milan.

Albertosi al Milan nell'annata 1974-1975

Nelle sei stagioni trascorse a Milano vinse la sua terza Coppa Italia (1976-1977) e, soprattutto, il suo secondo scudetto (1978-1979), decimo per il Milan, quello della stella. Nel 1980, vicino al trasferimento ai New York Cosmos, rimase coinvolto nello scandalo italiano del calcioscommesse, a seguito del quale numerosi calciatori ricevettero squalifiche, anche pesanti: dopo 532 partite in serie A fu prima radiato (e il Milan condannato alla retrocessione in Serie B), poi in appello squalificato per 4 anni. Disputò la sua ultima partita in serie A il 10 febbraio 1980 a San Siro contro il Perugia, a 40 anni, 3 mesi e 8 giorni.
Dopo quindici giorni di carcere e l'amnistia della Federazione per la vittoria del campionato del mondo 1982, fu ingaggiato dall'Elpidiense, con la quale giocò due campionati di serie C2 prima del ritiro avvenuto nel 1984 a quasi 45 anni.

#### Nazionale
Dopo aver disputato due partite in nazionale giovanile – nella quale aveva esordito il 2 novembre 1960 –, Albertosi debuttò nella nazionale maggiore durante la sua militanza nella Fiorentina: il suo battesimo azzurro avvenne il 15 giugno 1961 nello stadio di casa, a Firenze, nella gara amichevole Italia-Argentina (4-1). Fu quindi convocato come portiere di riserva per il campionato del mondo 1962 in Cile, dove il titolare era Lorenzo Buffon.
Dopo l'esordio, vestì nuovamente la maglia azzurra quattro anni dopo, nel marzo del 1965, subentrando nel secondo tempo di una partita amichevole pareggiata per 1-1 contro la Germania Ovest ad Amburgo. Albertosi era in competizione con William Negri per il posto di titolare, ma un grave infortunio impedì a Negri di partecipare al campionato del mondo 1966. Il selezionatore Edmondo Fabbri schierò quindi Albertosi come titolare nella rassegna iridata del 1966 in Inghilterra; in questa edizione gli Azzurri uscirono nella fase a gironi, dopo la celebre sconfitta per 1-0 contro la Corea del Nord a Middlesbrough che costò l'eliminazione all'Italia.

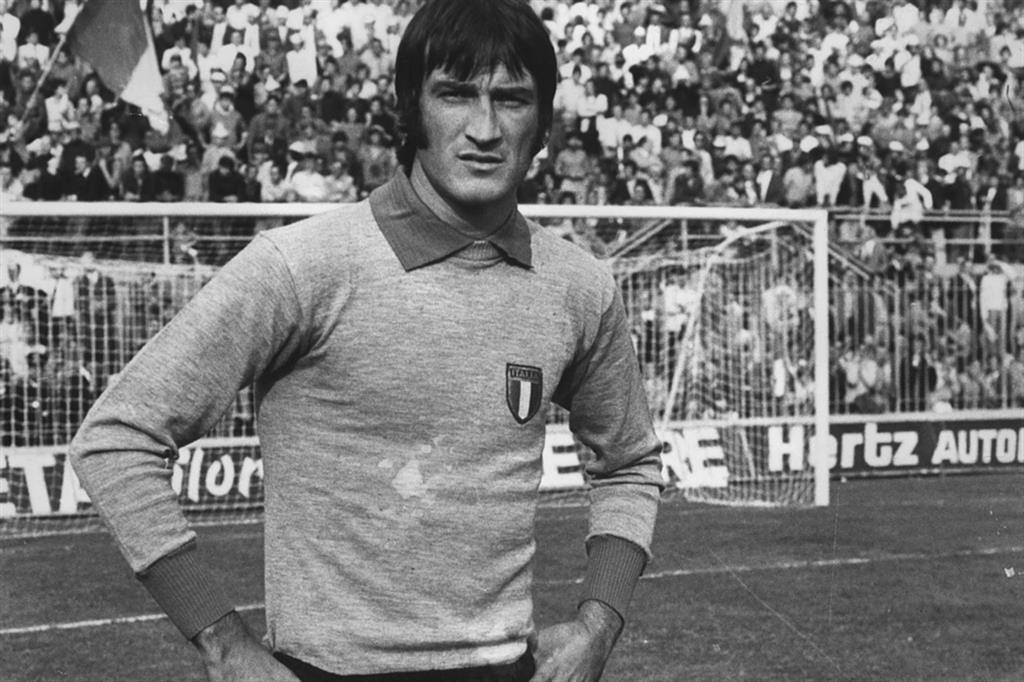
Albertosi in nazionale

Sopravvissuto al rinnovamento generale della squadra, fu confermato titolare da Ferruccio Valcareggi per le qualificazioni al campionato d'Europa 1968, ma dovette cedere – causa infortunio – il posto a Dino Zoff durante la fase finale del torneo, che si tenne in Italia e che gli Azzurri vinsero. Nonostante la concorrenza di Zoff, fu nuovamente titolare nel corso del campionato del mondo 1970 in Messico, arrivando in finale e perdendo contro il Brasile 4-1, dopo aver difeso i pali nella famosa semifinale contro la Germania Ovest vinta per 4-3 (in cui alternò interventi di rilievo a qualche incertezza).
Terminato il Mondiale, Albertosi mantenne il posto da titolare per tutto il 1970, finché Zoff non lo scavalcò a partire dall'amichevole contro la Spagna del 20 febbraio 1971, divenendo stabilmente il nuovo numero 1 azzurro. Albertosi rimase comunque nel giro della nazionale: nel 1972 sostituì l'infortunato Zoff nel doppio spareggio perso contro il Belgio per la qualificazione al campionato d'Europa 1972, e infine prese parte come secondo portiere al campionato del mondo 1974 che fu la sua ultima esperienza con la nazionale, se si escludono alcune convocazioni nella stagione 1974-75, comprese due presenze in partite non ufficiali.
L'ultima delle sue 34 presenze rimase invece l'amichevole disputata il 21 giugno 1972 a Sofia contro la Bulgaria (1-1).
Con quattro Mondiali disputati, Albertosi è secondo, dietro Gianluigi Buffon, tra i giocatori italiani con più partecipazioni alla competizione iridata, a pari merito con Giuseppe Bergomi, Fabio Cannavaro, Paolo Maldini, Gianni Rivera e Zoff.

### Dopo il ritiro
Collaborò nei primi anni duemila con il Margine Coperta, Società Polisportiva avente sede nell’omonima frazione del comune sparso di Massa e Cozzile come supervisore per la preparazione dei portieri.
Il 27 maggio 2004 è stato colpito da una grave forma di tachicardia ventricolare dopo aver disputato una corsa di trotto all'ippodromo Sesana a Montecatini, riservata ai giornalisti. Dopo alcuni giorni di coma farmacologico indotto dai medici, si è risvegliato senza complicazioni gravi e successivamente si è ripreso completamente senza conseguenze.

## Riconoscimenti
- Il Cagliari lo ha inserito nella sua Hall of Fame.
- È inserito nella Top 11 Rossoblù - I più forti di sempre, la formazione votata dai tifosi comprendente i migliori rossoblù di sempre.[26]

## Statistiche

### Presenze e reti nei club
| Stagione          | Squadra           | Campionato        | Campionato | Campionato | Coppe nazionali | Coppe nazionali | Coppe nazionali | Coppe continentali | Coppe continentali | Coppe continentali | Altre coppe | Altre coppe | Altre coppe | Totale | Totale |
| Stagione          | Squadra           | Comp              | Pres       | Reti       | Comp            | Pres            | Reti            | Comp               | Pres               | Reti               | Comp        | Pres        | Reti        | Pres   | Reti   |
| ----------------- | ----------------- | ----------------- | ---------- | ---------- | --------------- | --------------- | --------------- | ------------------ | ------------------ | ------------------ | ----------- | ----------- | ----------- | ------ | ------ |
| 1957-1958         | Spezia            | D                 | 4          | -3         | -               | -               | -               | -                  | -                  | -                  | -           | -           | -           | 4      | -3     |
| 1958-1959         | Fiorentina        | A                 | 5          | -5         | CI              | 1               | -1              | -                  | -                  | -                  | CA          | 0           | 0           | 6      | -6     |
| 1959-1960         | Fiorentina        | A                 | 0          | 0          | CI              | 0               | 0               | -                  | -                  | -                  | CM+CA       | 1+0         | -2 + 0      | 1      | -2     |
| 1960-1961         | Fiorentina        | A                 | 13         | -12        | CI              | 3               | -1              | CdC                | 5                  | -3                 | CdA         | 0           | 0           | 21     | -16    |
| 1961-1962         | Fiorentina        | A                 | 4          | -3         | CI              | 1               | 0               | CdC                | 6                  | -9                 | CM          | 0           | 0           | 11     | -12    |
| 1962-1963         | Fiorentina        | A                 | 8          | -12        | CI              | 1               | -2              | -                  | -                  | -                  | -           | -           | -           | 9      | -14    |
| 1963-1964         | Fiorentina        | A                 | 33         | -25        | CI              | 5               | -2              | -                  | -                  | -                  | CR          | 6           | -9          | 44     | -36    |
| 1964-1965         | Fiorentina        | A                 | 34         | -37        | CI              | 1               | -3              | CdF                | 2                  | -2                 | CM          | 0           | 0           | 37     | -42    |
| 1965-1966         | Fiorentina        | A                 | 33         | -19        | CI              | 5               | -3              | CdF                | 3                  | -1                 | CM          | 0           | 0           | 41     | -23    |
| 1966-1967         | Fiorentina        | A                 | 30         | -21        | CI              | 1               | -1              | CdC                | 2                  | -4                 | CM          | 6           | -9          | 39     | -35    |
| 1967-1968         | Fiorentina        | A                 | 25         | -19        | CI              | 2               | -3              | CdF                | 4                  | -3                 | CdA         | 0           | 0           | 31     | -25    |
| Totale Fiorentina | Totale Fiorentina | Totale Fiorentina | 185        | -153       |                 | 20              | -16             |                    | 22                 | -22                |             | 13          | -20         | 240    | -211   |
| 1968-1969         | Cagliari          | A                 | 30         | -18        | CI              | 10              | -8              | -                  | -                  | -                  | CM          | 2           | -2          | 42     | -28    |
| 1969-1970         | Cagliari          | A                 | 30         | -11        | CI              | 5               | -2              | CdF                | 4                  | -4                 | -           | -           | -           | 39     | -17    |
| 1970-1971         | Cagliari          | A                 | 29         | -34        | CI              | 3               | -5              | CC                 | 4                  | -5                 | CAI+TP      | 4+4         | -2 + -7     | 44     | -53    |
| 1971-1972         | Cagliari          | A                 | 29         | -22        | CI              | 4               | -3              | -                  | -                  | -                  | CAI         | 2           | -3          | 35     | -28    |
| 1972-1973         | Cagliari          | A                 | 29         | -28        | CI              | 8               | -5              | CU                 | 2                  | -3                 | -           | -           | -           | 39     | -36    |
| 1973-1974         | Cagliari          | A                 | 30         | -31        | CI              | 4               | -5              | -                  | -                  | -                  | -           | -           | -           | 34     | -36    |
| Totale Cagliari   | Totale Cagliari   | Totale Cagliari   | 177        | -143       |                 | 34              | -28             |                    | 10                 | -12                |             | 12          | -14         | 233    | -198   |
| 1974-1975         | Milan             | A                 | 30         | -22        | CI              | 10              | -6              | -                  | -                  | -                  | -           | -           | -           | 40     | -28    |
| 1975-1976         | Milan             | A                 | 30         | -28        | CI              | 9               | -8              | CU                 | 8                  | -5                 | -           | -           | -           | 47     | -41    |
| 1976-1977         | Milan             | A                 | 30         | -33        | CI              | 10              | -5              | CU                 | 6                  | -10                | -           | -           | -           | 46     | -48    |
| 1977-1978         | Milan             | A                 | 30         | -24        | CI              | 0               | 0               | CdC                | 2                  | -3                 | -           | -           | -           | 32     | -27    |
| 1978-1979         | Milan             | A                 | 30         | -19        | CI              | 4               | -7              | CU                 | 6                  | -7                 | -           | -           | -           | 40     | -33    |
| 1979-1980         | Milan             | A                 | 20         | -19        | CI              | 6               | -9              | CC                 | 2                  | -1                 | -           | -           | -           | 28     | -29    |
| Totale Milan      | Totale Milan      | Totale Milan      | 170        | -145       |                 | 39              | -35             |                    | 24                 | -26                |             | -           | -           | 233    | -206   |
| 1982-1983         | Elpidiense        | C2                | 32         | -28        | CI-C            | ?               | ?               | -                  | -                  | -                  | -           | -           | -           | 32+    | -28 +  |
| 1983-1984         | Elpidiense        | C2                | 12         | -11        | CI-C            | ?               | ?               | -                  | -                  | -                  | -           | -           | -           | 12+    | -11 +  |
| Totale Elpidiense | Totale Elpidiense | Totale Elpidiense | 44         | -39        |                 | ?               | ?               |                    | -                  | -                  |             | -           | -           | 44+    | -39 +  |
| Totale carriera   | Totale carriera   | Totale carriera   | 580        | -483       |                 | 93+             | -79 +           |                    | 56                 | -60                |             | 25          | -34         | 754+   | -657 + |

### Cronologia presenze e reti in nazionale
| Cronologia completa delle presenze e delle reti in nazionale ― Italia | Cronologia completa delle presenze e delle reti in nazionale ― Italia | Cronologia completa delle presenze e delle reti in nazionale ― Italia | Cronologia completa delle presenze e delle reti in nazionale ― Italia | Cronologia completa delle presenze e delle reti in nazionale ― Italia | Cronologia completa delle presenze e delle reti in nazionale ― Italia | Cronologia completa delle presenze e delle reti in nazionale ― Italia | Cronologia completa delle presenze e delle reti in nazionale ― Italia |
| Data                                                                  | Città                                                                 | In casa                                                               | Risultato                                                             | Ospiti                                                                | Competizione                                                          | Reti                                                                  | Note                                                                  |
| --------------------------------------------------------------------- | --------------------------------------------------------------------- | --------------------------------------------------------------------- | --------------------------------------------------------------------- | --------------------------------------------------------------------- | --------------------------------------------------------------------- | --------------------------------------------------------------------- | --------------------------------------------------------------------- |
| 15-6-1961                                                             | Firenze                                                               | Italia                                                                | 4 – 1                                                                 | Argentina                                                             | Amichevole                                                            | -1                                                                    |                                                                       |
| 13-3-1965                                                             | Amburgo                                                               | Germania Ovest                                                        | 1 – 1                                                                 | Italia                                                                | Amichevole                                                            | -                                                                     | 46’                                                                   |
| 1-5-1965                                                              | Firenze                                                               | Italia                                                                | 4 – 1                                                                 | Galles                                                                | Amichevole                                                            | -1                                                                    |                                                                       |
| 27-6-1965                                                             | Budapest                                                              | Ungheria                                                              | 2 – 1                                                                 | Italia                                                                | Amichevole                                                            | -2                                                                    |                                                                       |
| 7-12-1965                                                             | Napoli                                                                | Italia                                                                | 3 – 0                                                                 | Scozia                                                                | Qual. Mondiali 1966                                                   | -                                                                     |                                                                       |
| 19-3-1966                                                             | Parigi                                                                | Francia                                                               | 0 – 0                                                                 | Italia                                                                | Amichevole                                                            | -                                                                     |                                                                       |
| 14-6-1966                                                             | Bologna                                                               | Italia                                                                | 6 – 1                                                                 | Bulgaria                                                              | Amichevole                                                            | -1                                                                    |                                                                       |
| 18-6-1966                                                             | Milano                                                                | Italia                                                                | 1 – 0                                                                 | Austria                                                               | Amichevole                                                            | -                                                                     | 45’                                                                   |
| 22-6-1966                                                             | Torino                                                                | Italia                                                                | 3 – 0                                                                 | Argentina                                                             | Amichevole                                                            | -                                                                     |                                                                       |
| 29-6-1966                                                             | Firenze                                                               | Italia                                                                | 5 – 0                                                                 | Messico                                                               | Amichevole                                                            | -                                                                     | 45’                                                                   |
| 13-7-1966                                                             | Sunderland                                                            | Italia                                                                | 2 – 0                                                                 | Cile                                                                  | Mondiali 1966 - 1º turno                                              | -                                                                     |                                                                       |
| 16-7-1966                                                             | Sunderland                                                            | Unione Sovietica                                                      | 1 – 0                                                                 | Italia                                                                | Mondiali 1966 - 1º turno                                              | -1                                                                    |                                                                       |
| 19-7-1966                                                             | Middlesbrough                                                         | Corea del Nord                                                        | 1 – 0                                                                 | Italia                                                                | Mondiali 1966 - 1º turno                                              | -1                                                                    |                                                                       |
| 25-6-1967                                                             | Bucarest                                                              | Romania                                                               | 0 – 1                                                                 | Italia                                                                | Qual. Euro 1968                                                       | -                                                                     |                                                                       |
| 1-11-1967                                                             | Cosenza                                                               | Italia                                                                | 5 – 0                                                                 | Cipro                                                                 | Qual. Euro 1968                                                       | -                                                                     |                                                                       |
| 18-11-1967                                                            | Berna                                                                 | Svizzera                                                              | 2 – 2                                                                 | Italia                                                                | Qual. Euro 1968                                                       | -2                                                                    |                                                                       |
| 23-12-1967                                                            | Cagliari                                                              | Italia                                                                | 4 – 0                                                                 | Svizzera                                                              | Qual. Euro 1968                                                       | -                                                                     |                                                                       |
| 6-4-1968                                                              | Sofia                                                                 | Bulgaria                                                              | 3 – 2                                                                 | Italia                                                                | Qual. Euro 1968                                                       | -2                                                                    | 66’                                                                   |
| 5-1-1969                                                              | Città del Messico                                                     | Messico                                                               | 1 – 1                                                                 | Italia                                                                | Amichevole                                                            | -1                                                                    |                                                                       |
| 4-11-1969                                                             | Roma                                                                  | Italia                                                                | 4 – 1                                                                 | Galles                                                                | Qual. Mondiali 1970                                                   | -1                                                                    |                                                                       |
| 10-5-1970                                                             | Lisbona                                                               | Portogallo                                                            | 1 – 2                                                                 | Italia                                                                | Amichevole                                                            | -1                                                                    |                                                                       |
| 3-6-1970                                                              | Toluca                                                                | Italia                                                                | 1 – 0                                                                 | Svezia                                                                | Mondiali 1970 - 1º turno                                              | -                                                                     |                                                                       |
| 6-6-1970                                                              | Puebla                                                                | Italia                                                                | 0 – 0                                                                 | Uruguay                                                               | Mondiali 1970 - 1º turno                                              | -                                                                     |                                                                       |
| 11-6-1970                                                             | Toluca                                                                | Italia                                                                | 0 – 0                                                                 | Israele                                                               | Mondiali 1970 - 1º turno                                              | -                                                                     |                                                                       |
| 14-6-1970                                                             | Toluca                                                                | Italia                                                                | 4 – 1                                                                 | Messico                                                               | Mondiali 1970 - Quarti di finale                                      | -1                                                                    |                                                                       |
| 17-6-1970                                                             | Città del Messico                                                     | Italia                                                                | 4 – 3 dts                                                             | Germania Ovest                                                        | Mondiali 1970 - Semifinale                                            | -3                                                                    |                                                                       |
| 21-6-1970                                                             | Città del Messico                                                     | Brasile                                                               | 4 – 1                                                                 | Italia                                                                | Mondiali 1970 - Finale                                                | -4                                                                    | [ 27 ]                                                                |
| 17-10-1970                                                            | Berna                                                                 | Svizzera                                                              | 1 – 1                                                                 | Italia                                                                | Amichevole                                                            | -1                                                                    | 45’                                                                   |
| 31-10-1970                                                            | Vienna                                                                | Austria                                                               | 1 – 2                                                                 | Italia                                                                | Qual. Euro 1972                                                       | -1                                                                    |                                                                       |
| 8-12-1970                                                             | Firenze                                                               | Italia                                                                | 3 – 0                                                                 | Irlanda                                                               | Qual. Euro 1972                                                       | -                                                                     |                                                                       |
| 9-10-1971                                                             | Milano                                                                | Italia                                                                | 3 – 0                                                                 | Svezia                                                                | Qual. Euro 1972                                                       | -                                                                     | 46’                                                                   |
| 29-4-1972                                                             | Milano                                                                | Italia                                                                | 0 – 0                                                                 | Belgio                                                                | Qual. Euro 1972                                                       | -                                                                     |                                                                       |
| 13-5-1972                                                             | Bruxelles                                                             | Belgio                                                                | 2 – 1                                                                 | Italia                                                                | Qual. Euro 1972                                                       | -2                                                                    |                                                                       |
| 21-6-1972                                                             | Sofia                                                                 | Bulgaria                                                              | 1 – 1                                                                 | Italia                                                                | Amichevole                                                            | -1                                                                    |                                                                       |
| Totale                                                                |                                                                       | Presenze (69º posto)                                                  | 34                                                                    |                                                                       | Reti                                                                  | -27                                                                   |                                                                       |

## Palmarès

### Club

#### Competizioni nazionali
- Campionato italiano: 2

Cagliari: 1969-1970
Milan: 1978-1979
- Coppa Italia: 3

Fiorentina: 1960-1961, 1965-1966
Milan: 1976-1977

#### Competizioni internazionali
- Coppa delle Coppe: 1

Fiorentina: 1960-1961
- Coppa delle Alpi: 1

Fiorentina: 1960-1961
- Coppa Mitropa: 1

Fiorentina: 1966

### Nazionale
- Campionato d'Europa: 1

Italia 1968